# Cloudflare
Cloudflare, Inc. è una società americana che si occupa di content delivery network (rete per la consegna di contenuti), servizi di sicurezza internet e servizi di DNS distribuiti, che si pongono tra i visitatori di un sito e gli hosting provider degli utenti Cloudflare, agendo come un reverse proxy server per siti web. Ha sede a San Francisco con filiali a Londra, Singapore, Champaign, Austin, Boston e Washington.
Cloudflare pubblica una Relazione sulla Trasparenza a cadenza semestrale, per dimostrare con che frequenza le autorità giudiziarie richiedono dati riguardanti i suoi clienti.

## Storia
È stata creata nel 2009 da Matthew Prince, Lee Holloway e Michelle Zatlyn, che avevano lavorato al progetto Project Honey Pot. È stata lanciata nel settembre 2010 alla conferenza Disrupt conference di TechCrunch. Ha richiamato l’interesse dei media nel giugno 2011, dopo essersi occupata della sicurezza del sito di LulzSec.
Nel giugno 2012 ha lavorato insieme a diversi web host, tra cui HostPapa, per implementare la sua tecnologia Railgun. Nel febbraio 2014 ha mitigato il più grande attacco DDoS mai registrato fino ad allora, con picchi di 400 Gbit/s, contro un cliente il cui nome non è stato rivelato. Nel novembre 2014 ha reso noto un altro grosso attacco DDoS ai danni di siti di media indipendenti di 500 Gbit/s.

## Finanziamenti
Nel novembre 2009 ha ottenuto un finanziamento di classe A di $2,1 milioni da Pelion Venture Partners e Venrock.
Nel luglio 2011 ha ottenuto un finanziamento di classe B di $20 milioni da New Enterprise Associates, Pelion Venture Partners, Venrock.
Nel dicembre 2012 ha ottenuto un finanziamento di classe C di $50 milioni da New Enterprise Associates, Pelion Venture Partners, Venrock, Union Square Ventures e Greenspring Associates.
Nel dicembre 2014 ha ottenuto un finanziamento di classe D di $110 milioni da Fidelity Investments, con la partecipazione di Google Capital, Microsoft, Qualcomm e Baidu.

## Acquisizioni
Nel giugno 2014 ha acquisito CryptoSeal, fondata da Ryan Lackey, con un accordo che ritiene aumenterà i servizi di sicurezza degli utenti internet. Nel febbraio 2014, ha acquisito StopTheHacker che offre servizi di rilevamento malware, rimozione automatica di malware e monitoraggio di liste nere e reputazione. Nel dicembre 2016 ha acquisito Eager, allo scopo di potenziare la piattaforma delle applicazioni Cloudflare per permettere il drag-and-drop dell’installazione di applicazioni di terzi nei siti abilitati.

## Servizi

### Protezione DDoS
Cloudflare offre a tutti i clienti un’impostazione “Modalità sono sotto attacco” ritenendo che questa sia in grado di mitigare gli attacchi avanzati di Livello 7 grazie a una sfida computazionale in JavaScript che deve essere completata prima che l’utente abbia accesso a un sito.
Ha difeso SpamHaus da un attacco DDoS superiore ai 300 Gbit/s. L’architetto capo di Akamai ha dichiarato che è stato “il più grande attacco DDoS annunciato pubblicamente della storia di internet”. A quanto si dice ha inoltre assorbito degli attacchi con picchi di oltre 400 Gbit/s da un reflection attack NTP.

### Firewall per applicazioni web
Cloudflare consente ai clienti con pacchetti ad abbonamento di usufruire di un servizio di firewall per applicazioni web. Di default, il firewall ha impostate le regole di ModSecurity di OWASP insieme alle proprie regole e quelle delle applicazioni web comuni.

### Server di nomi di dominio
Cloudflare offre servizi di server di nomi di dominio (DNS) a tutti i clienti che lavorano su rete anycast. Secondo W3Cook, il servizio DNS di Cloudflare attualmente alimenta oltre il 35% dei domini DNS gestiti. SolveDNS ha riscontrato che Cloudflare dispone costantemente di una risoluzione DNS tra le più veloci al mondo, con una risoluzione di 8,66 ms registrata nell’aprile 2016. Gli indirizzi del risolutore DNS IPv4 sono 1.1.1.1 (principale) e 1.0.0.1 (secondario).

### Reverse proxy
Cloudflare supporta i nuovi protocolli web, inclusi SPDY, HTTP/2 e HTTP/3. Inoltre supporta la tecnologia push HTTP/2 e il proxy di Websocket..

### Content delivery network
La rete di Cloudflare presenta il numero più alto di connessioni ai punti di interscambio di qualsiasi altra rete al mondo. Memorizza i contenuti in delle cache nelle sue edge location che fungono da content delivery network (CDN). Tutte le richieste vengono poi elaborate da un reverse proxy server e i contenuti delle cache vengono distribuiti direttamente da Cloudflare.

### Crittografia post-quantistica
Nel marzo 2023 la compagnia annunciato che renderà disponibile gratuitamente ai propri clienti la crittografia post-quantistica per proteggere servizi web, siti e applicazioni.

## Clienti
Cloudflare fornisce servizi DNS a milioni di siti web, attualmente il 15,5% dei siti web globali conosciuti. Tra questi Discord, Uber, OKCupid e Fitbit.

## Premi e riconoscimenti
- Premio come “Migliore startup” di TechCrunch all’ottava edizione dei Crunchies Awards nel febbraio 2015.
- Nomination come “Società di tecnologie internet & network più innovativa” per due anni consecutivi dal Wall Street Journal.
- Nel 2012, Cloudflare è stata riconosciuta come pioniera nel settore tecnologico dal Forum economico mondiale.
- Inclusa tra le 10 imprese più innovative del mondo da Fast Company.
- Nel 2016, Cloudflare è stata posizionata all'undicesimo posto nella lista dei Cloud 100 di Forbes.[15].